# Agrotera namorokalis
Agrotera namorokalis là một loài bướm đêm trong họ Crambidae.